# MCs Can Kiss
"MCs Can Kiss" é uma canção da cantora norte-americana Uffie extraído de seu álbum de estreia Sex Dreams and Denim Jeans lançado em 2010. Ele foi o primeiro exclusivamente lançado digitalmente em 12 de janeiro de 2010 e foi oficialmente lançado como um vinil em 1 de fevereiro de 2010 através da Ed Banger Records, poucos meses antes do lançamento do seu primeiro disco.
Em 11 de março de 2010, um remix da canção, interpretado por Mike D foi lançado digitalmente para download gratuito através do site oficial de Uffie.

## Recepção crítica
A canção recebeu críticas positivas alguns à descreveram como "uma antiga escola de batidas fortes e rimas afiadas" Gigwise passou a dizer que o single foi "um ataque lírico afiado com pompa o suficiente para alimentar a guerra no Afeganistão. Além disso, a canção alcançou sucesso no Japão, assim como na França

## Faixas
| Download digital |                |         |  |
| N.º              | Título         | Duração |  |
| 1.               | "MCs Can Kiss" | 3:09    |  |

## Desempenho nas tabelas musicais

### Posições
| Tabelas musicais (2010)       | Melhor posição |
| ----------------------------- | -------------- |
| França - French Singles Chart | 97             |
| Japão - Japan Hot 100         | 48             |